# Ceratium euarcuatum
Ceratium euarcuatum ist eine Art der Dinoflagellaten.

## Eigenschaften
Die Zelle besitzt einen starken äußeren Zellkörper, die Größe der Zelle beträgt ca. 40 µm. Es sind drei relativ große Zellfortsätze vorhanden. Ein Fortsatz liegt vorne (apikal), man spricht vom Vorderhorn, zwei andere, gleichmäßig ausgeprägte, liegen antapikal. Die beiden letzteren sind nach hinten umgebogen und umgeben somit den apikalen Fortsatz, wobei die Form der einzelnen Fortsätze auch unterschiedlich ausgeprägt sein kann.

## Ökologie
Ceratium euarcuatum ist ozeanisch und tritt in tropischen Bereichen auf. Fundorte sind u. a. Küsten der Kanarischen Inseln und der Volksrepublik China und Taiwans, sowie das Mittelmeer. Die größten Mengen treten im Winter auf. Im Vergleich zu anderen Arten sind die Mengen aber relativ klein.
Es bevorzugt oligotrophes Wasser, tritt aber auch in eutrophen Umgebungen auf.

## Genutzte Literatur
- Robert Hofrichter (Hrsg.): Das Mittelmeer II/1, 2003, ISBN 3827410908